# Ettore Prandini
Ettore Prandini (Leno, 27 luglio 1972) è un imprenditore italiano.
Imprenditore agricolo, è dal 2018 presidente di Coldiretti, la principale organizzazione agricola italiana con 1,6 milioni di associati.

## Biografia
Ettore Prandini è figlio di Giovanni Prandini, politico democristiano, già Ministro della marina mercantile e ministro dei lavori pubblici. Laureato in giurisprudenza è titolare di un'azienda agricola a Lonato del Garda. 

Nel corso degli anni Prandini ha ricoperto diversi ruoli all’interno della Coldiretti, tra cui quelli di presidente di Coldiretti Brescia e Coldiretti Lombardia.